# 6446 Lomberg
6446 Lomberg è un asteroide areosecante. Scoperto nel 1990, presenta un'orbita caratterizzata da un semiasse maggiore pari a 2,3183007 UA e da un'eccentricità di 0,2947424, inclinata di 23,58326° rispetto all'eclittica.